# مقاطعة ميامي (أوهايو)
مقاطعة مايامي (بالإنجليزية: Miami County)‏ هي إحدى مقاطعات ولاية أوهايو في الولايات المتحدة الأمريكية.

## أعلام
- ادوين فوستر كودينجتون